# Amalion
Amalion est une maison d’édition indépendante multilingue basée à Dakar, Sénégal.

## Historique
Amalion est une maison d’édition indépendante panafricaine basée à Dakar, créée en 2009,,. Amalion favorise le dialogue entre les civilisations et l’humanité par la publication du savoir africain. Le logo d’Amalion est représenté par la tête d’un lion dans une pléthore de couleur représentant la diversité du continent africain.
La première publication des Éditions Amalion, en juin 2009, est un recueil de poésie de l’Ougandaise Mildred Kiconco Barya sous le titre « Give Me Room to Move My Feet ». Depuis, certains travaux publiés par la maison d’édition ont été salués par la critique, parmi lesquels « A History of the Yoruba People,» de Stephen Adebanji Akintoye (2010), « La Dette odieuse de l'Afrique, » de Léonce Ndikumana et James Boyce (2013) sur les liens entre les dettes, la fuite des capitaux et le développement en Afrique ; « Wala Bok : Une histoire orale du hip hop au Sénégal,» (2015) de Fatou Kande Senghor sur l’évolution et l’émergence de la jeunesse engagée pour le changement politique au Sénégal et « My Life Has a Price,,» de Tina Okpara (2012), une histoire de la quête de liberté de l’esclavage moderne.    
Amalion a aussi publié « The Promise of Hope » (2014), le dernier ouvrage du poète ghanéen Kofi Awoonor, décédé dans l’attentat terroriste du Westgate à Nairobi en 2013, dans le projet « African Poetry Book Series » coordonné par le poète Kwame Dawes. En 2016, l’œuvre de l’illustre historien nigérian Mahmud Modibbo Tukur « British Colonisation of Northern Nigeria, 1897-1914 » est publié. Amalion collabore avec Jacana Literary Foundation et quelques maisons d'éditions africaines dans la création du nouveau Prix Gerald Kraak pour la promotion du genre et des droits humains lancé en 2016.   
La production des éditions Amalion s’articule autour de la littérature, des sciences humaines et sociales, études de développement, des arts et de la politique. Amalion dispose d'un catalogue varié composant à la fois des romans, des recueils de poésie, des essais, des monographies, des biographies, ou encore des manuels.

## Auteurs publiés
- Mildred Kiconco Barya
- Louis Camara
- Tina Okpara
- Ibrahima Amadou Niang
- Kofi Awoonor
- Clifton Gachagua
- Kevin Eze
- S. Adebanji Akintoye
- Anthonia Makwemoisa
- Enyinna Chuta
- Léonce Ndikumana
- James K Boyce
- Jean-Bernard Ouédraogo
- Rotimi Williams Olatunji
- Beatrice Adeyinka Laninhun
- Tope Omoniyi
- Fatou Kandé Senghor
- Mahmud Modibbo Tukur
- Tade Akin Aina
- Bhekinkosi Moyo
- Fabrizio Terenzio
- Antoinette Tidjani Alou
- Katrin Langewiesche
- Alice Degorce
- Ludovic O. Kibora
- Ken Bugul
- Mamadou Bodian
- Celeste Hicks
- Akwasi Aidoo
- Leonardo A. Villalón
- Paul Kisakye
- Edwige-Renée Dro
- Elias Mutani
- Zukiswa Wanner
- Mutt-Lon
- Jean-Marie Dupart
- Béatrice Hibou
- Boris Samuel
- Laurent Fourchard